# 扁枝槲寄生
扁枝槲寄生（学名：Viscum articulatum）是桑寄生科槲寄生属的植物。分布于大洋洲热带地区、亚洲以及中国大陆的广东、广西、云南等地，生长于海拔50米至1,700米的地区，多生长于柿树上、平原、壳斗科树上、常绿阔叶林中、桑、热带季雨林中、山坡、常绿栎树上、枫树上、山坡常绿阔叶林中及山坡阔叶林中。

## 别名
麻栎寄生（云南）

## 异名
- Aspidixia articulata (Burm. f.) Van Tieghem